# Mylabris obsoleta
Mylabris obsoleta là một loài bọ cánh cứng trong họ Meloidae. Loài này được Novicki miêu tả khoa học năm 1872.